# Павильон Вахдеттин
Павильон Вахдеттин (тур. Vahdettin Köşkü), или павильон Ченгелькёй (тур. Çengelköy Köşkü) — одна из резиденций президента Турции, расположенная в махалле Ченгелькёй (стамбульский район Ускюдар) и используемая также как гостевой дом. Нынешнее здание — вольный бетонный муляж одноимённого деревянного особняка, построенного османским шехзаде Мехмедом Вахдеттином и снесённого в 2013 году.
Павильон расположен в азиатской части Стамбула (махалле Ченгелькёй) на холме, откуда открывается вид на Босфор. Он занимает площадь в 65 м². В состав резиденции входят и близлежащие здания: старый павильон Кёчеоглу, павильон Кадын-эфенди и апартаменты Агалар. На территории резиденции имеются теплица, декоративный бассейн с водяными лилиями, вертолётная площадка и гараж. В лесной зоне  произрастает около 300 деревьев.
Особняк был построен по проекту французско-османского архитектора Александра Валлури (1850—1921) по заказу османского султана Абдул-Хамида II, правившего в 1876—1909 годах. Тот передал павильон в пользование своему брату Мехмеду Вахдеттину (1861—1926), проживавшему здесь до восшествия на престол в 1918 году. Покинув страну четыре года спустя, Мехмед подарил павильон одной из своих одалисок. Недвижимость в итоге была разделена и продана третьим лицам.
В 1988 году турецкий премьер-министр Тургут Озал, занимавший этот пост в 1983—1989 годах, отдал распоряжение сделать из павильона дом отдыха для премьер-министра. Реставрационные работы в павильоне были приостановлены со смертью Озала в 1993 году. Подрядчик отказался от этого проекта, как только перестали поступать ассигнования. В 2007 году особняк был передан из ведения Министерства культуры и туризма в Главное управление фондов, передавшее его, в свою очередь, офису премьер-министра. Тогдашний премьер-министр Реджеп Тайип Эрдоган распорядился возобновить ремонтные работы в павильоне. Все здания комплекса были снесены, в том числе и три прилегающих исторических деревянных особняка. Все они были «перестроены» с пренебрежением к соблюдению точности воспроизведения облика прежних зданий. Здания лишь внешне напоминают оригинальные памятники архитектуры. Для озеленения комплекса павильона в 2013 году постановлением правительства была национализирована площадь в 4000 м². Вокруг павильона были срублены сотни деревьев, и ныне комплекс окружает высокая бетонная стена. Во время Рамадана 2014 года жители 14 соседних домов были выселены из них. Все работы были закончены в августе 2014 года. Павильон Вахдеттин ныне используется премьер-министром Турции, а также как гостевой дом.